# Grups de treballadors estrangers
Els grups de treballadors estrangers (GTE) foren creats a França pel Règim de Vichy. La Llei de 27 de setembre de 1940 sobre "l'excés d'estrangers en l'economia nacional", que tenia per objecte excloure als estrangers de la feina, crea aquests camps d'internament on els estrangers eren obligats a treballar. Els GTE van succeir a les companyies de treballadors estrangers (CTE) creades per la Tercera República, foren posades sota l'autoritat d'una subdirecció del Departament de Producció Industrial i del Treball. Perquè aquesta exclusió fos menys costosa, els interns fornien com a mà d'obra barat en el treball d'infraestructura mines, agricultura i explotació forestal.